# شبعان (ذي السفال)

تعديل مصدري - تعديل

شبعان هي إحدى قرى عزلة شوائط بمديرية ذي السفال التابعة لمحافظة إب، بلغ تعداد سكانها 233 نسمة حسب تعداد اليمن لعام 2004.